# Barbadillo del Mercado (kommunhuvudort)
Barbadillo del Mercado är en kommunhuvudort i Spanien.   Den ligger i provinsen Provincia de Burgos och regionen Kastilien och Leon, i den centrala delen av landet, 180 km norr om huvudstaden Madrid. Barbadillo del Mercado ligger 953 meter över havet och antalet invånare är 166.
Terrängen runt Barbadillo del Mercado är kuperad söderut, men norrut är den platt. Barbadillo del Mercado ligger nere i en dal. Runt Barbadillo del Mercado är det mycket glesbefolkat, med 2 invånare per kvadratkilometer. Närmaste större samhälle är Salas de los Infantes, 6,1 km öster om Barbadillo del Mercado. 